# Emil Čaplovič
Emil Čaplovič (20. listopadu 1912 Veličná – 24. prosince 1985 Bratislava) byl důstojník štábu 2. samostatné paradesantní brigády 1. československého armádního sboru.

## Život
Vystudoval učitelský ústav v Modre (1929-1934). Pracoval jako učitel. Dne 4. ledna 1943 byl v hodnosti poručíka pěchoty povolán do slovenské armády. Dne 14, března 1943 byl povýšen na nadporučíka pěchoty a koncem června 1943 byl odvelen na východní frontu. Dne 31. října 1943 padl u Mariupolu do sovětského zajetí. V zajateckém táboře se stal velitelem roty tzv. pluku slovenských dobrovolníků. Byl členem tříčlenné delegace tohoto pluku, která se setkala s prezidentem E. Benešem při jeho návštěvě Sovětského svazu a která E. Benešovi předala žádost o přijetí příslušníků tohoto pluku do československé zahraniční armády. V lednu 1944 se stal v rámci této armády příslušníkem 2. samostatné paradesantní brigády. V srpnu 1944 se stal zpravodajským důstojníkem ve štábu této brigády. Zúčastnil se bojů v rámci karpatsko-dukelské operace a slovenského národního povstání (SNP). Dne 15 října 1944 byl povýšen na kapitána pěchoty, stal se náčelníkem štábu 3. praporu briigády. Po přechodu SNP do hor byl dne 4. listopadu 1944 zajat. Byl vězněn v Banské Bystrici a v zajateckém táboru v Německu. Po návratu ze zajetí (v červnu 1945) působil v různých funkcích v československé armádě. Od 9. dubna 1947 byl majorem pěchoty, od roku 1950 byl podplukovníkem a s účinností od 1. dubna 1954 byl povýšen na plukovníka pěchoty. Od 1. listopadu 1957 pracoval ve Svazarmu. Do zálohy odešel dne 31. října 1969.

## Vyznamenání
- Pamětní medaile československé armády v zahraničí se štítkem SSSR (1944)
- Československý válečný kříž 1939 (1944)
- Československá medaile za zásluhy I. st. (1945)
- Řád Bílého lva za vítězství (1945)
- Československá medaile Za chrabrost před nepřítelem (1945)
- sovětská Medaile Medaile za vítězství nad Německem ve Velké vlastenecké válce 1941–1945 (1947)
- Řád Slovenského národního povstání II. tř. (1947)
- jugoslávský Řád partyzánské hvězdy (Orden partyzánské zvezde) III. třídy
- Pamětní medaile k 20. výročí Slovenského národního povstání (1964)
- Řád rudé hvězdy (1965)[1][2]